# 八王子運輸区
八王子運輸区（はちおうじうんゆく）は、東京都八王子市にかつて存在した東日本旅客鉄道（JR東日本）八王子支社の運転士・車掌が所属する組織である。2007年3月18日に発足した、八王子支社としては初の運輸区である。運転士は三鷹電車区・拝島運転区から移籍し、車掌は大半が八王子車掌区から移管された。2024年3月15日限りで廃止し、現在は八王子統括センター（運輸）。

## 乗務範囲

### 運転士
- 中央本線：東京～甲府間（御茶ノ水～三鷹間は急行線のみ乗務。快速電車は立川～高尾間のみ担当）
- 山手貨物線：品川～新宿間（臨時列車のみ乗務）
- 八高線：八王子～高麗川間
- 川越線：南古谷～高麗川間
- 特急列車：あずさ、かいじ、富士回遊

### 車掌
- 中央本線：東京～小淵沢間（定期列車。御茶ノ水～三鷹間は急行線のみ乗務。快速電車は立川～高尾間のみ担当）・小淵沢～塩尻間（臨時列車のみ）
- 篠ノ井線：塩尻～松本間（臨時列車のみ）
- 青梅線：立川〜拝島間（臨時列車のみ）
- 武蔵野線：国立～北小金間・西浦和～与野間（どちらも臨時列車のみ）
- 東北本線：与野～大宮間（臨時列車のみ）
- 常磐線：北小金～取手間（臨時列車のみ）
- 特急列車：あずさ、かいじ、富士回遊

## 沿革
- 2007年（平成19年）3月18日 - 八王子車掌区に運転士が加わり、八王子運輸区として新たに発足[1]。発足に伴い、八王子車掌区が担当していた横浜線・根岸線の行路は東神奈川車掌区（現在の相模原運輸区）へ移管された。
- 2022年（令和4年）3月12日 - 八高線（八王子～高麗川間）・川越線（川越～高麗川間）のワンマン化に伴い、同区間の車掌行路を廃止する。
- 2024年（令和6年）3月16日 - 八王子営業統括センターと統合し、八王子統括センター発足。当区は廃止。